# Zlatý slavík 1965
Zlatý slavík 1965 byl čtvrtý ročník ankety popularity českých zpěváků a písní. Organizoval ji časopis Mladý svět. Soutěž měla tři kategorie – zpěvačky, zpěváci a písně.
Čtenáři v každé kategorii hlasovali pro tři nejlepší za tři, dva a jeden bod.
Celkem hlasovalo 28 021 čtenářů. 

## Výsledky

### Zpěvačky
| Pořadí | Jméno              | Body  |
| ------ | ------------------ | ----- |
| 1.     | Helena Vondráčková | 45042 |
| 2.     | Yvetta Simonová    | 23175 |
| 3.     | Eva Pilarová       | 22391 |
| 4.     | Marta Kubišová     | 19076 |
| 5.     | Yvonne Přenosilová | 17200 |
| 6.     | Jana Petrů         | 6782  |
| 7.     | Hana Hegerová      | 6233  |
| 8.     | Pavlína Filipovská | 5955  |
| 9.     | Judita Čeřovská    | 4745  |
| 10.    | Helena Blehárová   | 884   |
| 11.    | Vlasta Kahovcová   | 587   |
| 12.    | Ljuba Hermanová    | 483   |
| 13.    | Eva Olmerová       | 402   |
| 14.    | Edita Štaubertová  | 246   |
| 15.    | Jarmila Veselá     | 209   |
| 16.    | Eva Martinová      | 202   |
| 17.    | Jana Malknechtová  | 198   |
| 18.    | Naďa Urbánková     | 186   |
| 19.    | Vlasta Průchová    | 170   |
| 20.    | Věra Křesadlová    | 92    |

### Zpěváci
| Pořadí | Jméno            | Body  |
| ------ | ---------------- | ----- |
| 1.     | Karel Gott       | 42842 |
| 2.     | Waldemar Matuška | 41965 |
| 3.     | Václav Neckář    | 29673 |
| 4.     | Jaromír Mayer    | 11464 |
| 5.     | Milan Chladil    | 8089  |
| 6.     | Josef Zíma       | 4898  |
| 7.     | Karel Hála       | 3747  |
| 8.     | Jiří Suchý       | 3032  |
| 9.     | Karel Štědrý     | 2114  |
| 10.    | Pavel Novák      | 1265  |
| 11.    | Pavel Sedláček   | 737   |
| 12.    | Jiří Šlitr       | 703   |
| 13.    | Jiří Vašíček     | 687   |
| 14.    | Michael Volek    | 628   |
| 15.    | Jiří Jelínek     | 587   |
| 16.    | Karel Kopecký    | 464   |
| 17.    | Milan Drobný     | 436   |
| 18.    | Pavel Bobek      | 407   |
| 19.    | Rudolf Cortés    | 412   |
| 20.    | Dušan Grúň       | 318   |

### Písně
| Pořadí | Jméno       | Hudba        | Text        |
| ------ | ----------- | ------------ | ----------- |
| 1.     | Cesta rájem | Arthur Glenn | Jiří Štaidl |
| 2.     | Tereza      | Jiří Šlitr   | Jiří Suchý  |
| 3.     | Bim bam     | Paul Anka    | Ivo Fischer |